# Brian Patterson (Schauspieler)
Brian Patterson (* 8. Dezember 1947) ist ein englischer Schauspieler.

## Leben
Patterson wuchs in England auf und absolvierte dort seine Ausbildung. 1974 siedelte er nach Dänemark um und wurde zunächst ab 1983 in Bamses billedbog (dt. Bamses Bilderbuch, dänische Kinderfernsehsendung) auf dänischer Ebene bekannt. Später erreichte er durch seine Rolle als Vuk, dem jugoslawischen Mädchen für alles, in In China essen sie Hunde (1999) und Old Men in New Cars – In China essen sie Hunde 2 (2002) internationale Bekanntheit.

## Filmografie (Auswahl)

### Film
- 1983: Bamses billedbog
- 1990: Bananen – skræl den før din nabo
- 1993: Smukke dreng
- 1999: In China essen sie Hunde (I Kina spiser de hunde)
- 2001: Jolly Roger
- 2002: Old Men in New Cars – In China essen sie Hunde 2 (Gamle mænd i nye biler)
- 2004: Inkasso

### TV
- 1983–85: Rejseholdet als Fernandez
- 2002: Hjerteafdelingen als Mr. Alkatib
- 2005: Julie